# Ivete Canta
Ivete Canta é o título de um show realizado pela cantora Ivete Sangalo anualmente nos finais de ano em Salvador para angariar fundos para o Hospital Martagão Gesteira, da Fundação Pio XII e do Lar Pérolas de Cristo. A apresentação é televisionada, sendo os dois primeiros anos transmitido pelo Multishow e o último pela TVE em parceria com o canal oficial de Ivete no YouTube. Em 2012 trouxe o título de Ivete canta Baladas, levando como repertório as canções lentas, sem nenhum cunho carnavalesco. Em 2015 teve como temática Ivete canta Gil e Caetano, trazendo um repertório completamente baseado na obra de Gilberto Gil e Caetano Veloso, em comemoração aos 50 anos de carreira dos dois artistas. Em 2016 teve como tema Ivete canta o Amor com as canções românticas de sua carreira.

## Desenvolvimento
"Isso é uma oportunidade pra gente, nós não estamos dando absolutamente nada, só estamos recebendo a experiência de puder ser útil e fazer alguma transformação. É o poder de realização, saber que se a gente quiser, a gente faz. Eu estou muito feliz e honrada com a oportunidade."

— Ivete sobre realizar as apresentações beneficentes.
O primeiro show beneficente aconteceu em 4 de dezembro de 2012, na Concha Acústica do Teatro Castro Alves, em Salvador, com a intenção de angariar fundos para o Hospital Martagão Gesteira, da Fundação Pio XII e do Lar Pérolas de Cristo. A idealização da ação solidária partiu de Aline Peixoto, presidente das Vountárias Sociais de Salvador, e a concepção do show foi Ivete, que não cobrou cachê pela apresentação e bancou os custos da produção e dos músicos. Os ingressos foram esgotados em apenas duas semanas. O show trouxe um repertório formado apenas pelas canções românticas de sua carreira, sem nenhuma temática carnavalesca, sob o título de Ivete canta Baladas, em referência à coletânea Baladas de Ivete, a qual serviu de base para o repertório.
Após dois anos, Ivete realizou outro show para arrecadar fundos em 18 de dezembro, mas desta vez sob o título de Ivete canta Gil e Caetano, trazendo um repertório completamente baseado na obra de Gilberto Gil e Caetano Veloso, em comemoração aos 50 anos de carreira de ambos. O show foi realizado na Arena Fonte Nova com 40 mil lugares vendidos e trazendo a participação de Claudia Leitte, Carlinhos Brown, Preta Gil e o tradicional grupo vocal capixaba Coral Neojiba, além de ser acompanhada do começo ao fim pela Orquestra Juvenil da Bahia. Ao todo foi arrecadado R$ 3 milhões com a venda de ingressos. Em 22 de setembro de 2016 Ivete visitou a nova ala da UTI do Hospital Margagão, construída com o dinheiro arrecadado no ano anterior, e anunciou seu terceiro ano de apresentação, trazendo o apoio vocal do Coral Neojiba. Sob o título de Ivete canta o Amor, o show foi dividido em dois dias, em 3 e 4 de novembro, acontecendo no Teatro Castro Alves.

## Repertório
1. "Completo"
2. "No Brilho Desse Olhar"
3. "Se Eu Não Te Amasse Tanto Assim" / "Eu Sei Que Vou Te Amar"
4. "Agora Eu Já Sei"
5. "Meu Maior Presente"
6. "Medo de Amar"
7. "Deixo"
8. "Faz Tempo"
9. "Teus Olhos"
10. "Quando a Chuva Passar"
11. "Eu Nunca Amei Alguém como Te Amei"
12. "Meu Segredo"
13. "Frisson"
14. "Easy"
15. "Me Levem Embora"
16. "Atrás da Porta"
17. "Coleção"
18. "Muito Obrigado Axé"
19. bis: "Dançando"

1. "Intro" (Instrumental)
2. "Panis Et Circenses"
3. "Tempo Rei"
4. "Desde Que o Samba é Samba"
5. "Leãozinho"
6. "Lamento Sertanejo"
7. "Tá Combinado"
8. "Vamos Fugir"
9. "Luz do Sol"
10. "Oração ao Tempo" (com a participação do Coral Neojiba)
11. "A Paz"
12. "Você é Linda" (com a participação de Carlinhos Brown)
13. "Trem das Cores"
14. "A Novidade" (com a participação de Preta Gil)
15. "Andar com Fé"
16. "Não Chores Mais" (com a participação de Claudia Leitte)
17. "Toda Menina Baiana"
18. "Luz de Tieta"
19. "Palco"
20. "Noite Feliz"

1. "Coleção"
2. "Deixo"
3. "A Paz" (cover de Gilberto Gil)
4. "Completo" (com a participação de Saulo Fernandes)
5. "Alegre Menina" (com a participação de Saulo Fernandes)
6. "A Lua Q Eu T Dei"
7. "O Sal da Terra" (cover de Beto Guedes)
8. "Todo Azul do Mar" (com a participação de Flávio Venturini)
9. "O Céu de Santo Amaro" (com a participação de Flávio Venturini)
10. "Você é Linda" (cover de Caetano Veloso)
11. "Hello" (cover de Lionel Richie)
12. "Ela Une Todas as Coisas" (com a participação de Jorge Vercillo)
13. Se Eu Não Te Amasse Tanto Assim" (com a participação de Jorge Vercillo)
14. "Zero a Dez"
15. "Tem Que Ser Você" (com a participação de Victor & Léo)
16. "Quando a Chuva Passar" (com a participação de Victor & Léo)
17. "Não Precisa Mudar"
18. "Sá Marina" (cover de Wilson Simonal)
19. "Amanhã" (cover de Guilherme Arantes) (com a participação de Saulo Fernandes, Flávio Venturini, Jorge Vercillo e Victor & Léo)

1. "Coleção"
2. "Completo"
3. "Não Precisa Mudar"
4. "A Paz" (cover de Gilberto Gil) (com a participação de Margareth Menezes)
5. "Você é Linda" (cover de Caetano Veloso) (com a participação de Margareth Menezes)
6. "O Sal da Terra" (cover de Beto Guedes)
7. "Zero a Dez" (com a participação de Rode Torres)
8. "Deixo" (com a participação de Gilmelândia)
9. "Todo Azul do Mar" (cover de Flávio Venturini) (Gilmelândia solo)
10. "Hello" (cover de Lionel Richie)
11. Se Eu Não Te Amasse Tanto Assim" (com a participação de Solange Almeida)
12. "Quando a Chuva Passar" (Solange Almeida solo)
13. "Ela Une Todas as Coisas" (cover de Jorge Vercillo)
14. "O Céu de Santo Amaro" (com a participação de Flávio Venturini)
15. "A Lua Q Eu T Dei" (com a participação de Tabatha Almeida, Vicky Valentim e Lucas Marques)
16. "Sá Marina" (cover de Wilson Simonal)
17. "Amanhã" (cover de Guilherme Arantes) (com a participação de Margareth Menezes, Rode Torres, Gilmelândia, Solange Almeida, Flávio Venturini, Tabatha Almeida, Vicky Valentim e Lucas Marques)

## Datas
| Data                   | Cidade   | Estado         | Local               | Título                    |
| ---------------------- | -------- | -------------- | ------------------- | ------------------------- |
| América do Sul         |          |                |                     |                           |
| 4 de dezembro de 2012  | Salvador | Bahia (Brasil) | Teatro Castro Alves | Ivete Canta Baladas       |
| 18 de dezembro de 2015 | Salvador | Bahia (Brasil) | Arena Fonte Nova    | Ivete Canta Gil e Caetano |
| 3 de novembro de 2016  | Salvador | Bahia (Brasil) | Teatro Castro Alves | Ivete Canta o Amor        |
| 4 de novembro de 2016  | Salvador | Bahia (Brasil) | Teatro Castro Alves | Ivete Canta o Amor        |